# Michael Truman
Michael Truman (* 25. Februar 1916 in Bristol als Michael Claude Derek Truman; † 11. Juli 1972 in Newbury, Berkshire) war ein britischer Filmregisseur, Filmproduzent und Filmeditor. Er inszenierte in den 1950er und 1960er Jahren mehrere Kinofilme, darunter Meine bessere Hälfte, Diebe haben Vorfahrt und Alibi des Todes.

## Leben und Karriere
Michael Truman, geboren 1916 in Bristol, arbeitete nach seinem Studium an der London University von 1937 zuerst als freier Filmeditor. Von 1944 bis 1949 war er bei den Ealing Studios für den Filmschnitt von Produktionen wie Apotheker Sutton, Bedelia, Königsliebe, Blockade in London oder Kampf ums Geld verantwortlich, bevor er zu Beginn der 1950er Jahre als Filmproduzent tätig wurde. Von 1955 an arbeitete er dann vorwiegend als Regisseur, zuerst für die große Leinwand, in den 1960er Jahren auch für das britische Fernsehen.
Sein Debüt als Kinoregisseur gab er Mitte der 1950er Jahre mit der Komödie Meine bessere Hälfte, in den Hauptrollen spielten Jack Hawkins, Margaret Johnston und June Thorburn. 1962 entstand unter seiner Regie mit Diebe haben Vorfahrt eine weitere britische Komödie in der Besetzung Dave King, Robert Morley und Daniel Massey. 1963 drehte Michael Truman mit Ian Hendry und Ronald Fraser in den beiden männlichen Hauptrollen den Kriminalfilm Alibi des Todes.	
Neben seiner Tätigkeit für das Kino entstanden ab 1960 auch verschiedene Episoden für das britische Fernsehen. Darunter 5 Folgen für die populäre Fernsehserie Geheimauftrag für John Drake mit dem Schauspieler Patrick McGoohan, des Weiteren 2 Episoden für die Agentenreihe Simon Templar mit Roger Moore und weitere 10 Folgen für die Serie Geheimauftrag für John Drake.
Am 11. Juli 1972 verstarb Michael Truman in Newbury, in der Grafschaft Berkshire im Alter von 56 Jahren.

## Filmografie (Auswahl)

### Filmeditor
- 1937: Talking Feet
- 1938: Stepping Toes
- 1944: They Came to a City
- 1945: Johnny Frenchman
- 1945: Apotheker Sutton (Pink String and Sealing Wax)
- 1946: Bedelia
- 1947: The Loves of Joanna Godden
- 1947: Die Flucht vor Scotland Yard (It Always Rains on Sunday)
- 1948: Königsliebe (Saraband for Dead Lovers)
- 1949: Blockade in London (Passport to Pimlico)
- 1949: Kampf ums Geld (A Run for Your Money)

### Filmregisseur
Kino
- 1955: Meine bessere Hälfte (Touch and Go)
- 1962: Diebe haben Vorfahrt (Go to Blazes)
- 1963: Alibi des Todes (Girl in the Headlines)
- 1964: Detektiv wider Willen (Daylight Robbery)

Fernsehen
- 1960–1961: Geheimauftrag für John Drake (Fernsehserie, 5 Episoden)
- 1962: Simon Templar (The Saint, Fernsehserie, 2 Episoden)
- 1964–1967: Geheimauftrag für John Drake (Danger Man, Fernsehserie, 10 Episoden)
- 1968: Danger Man – Das Syndikat der Grausamen (Fernsehfilm)

### Filmproduzent
- 1951: Das Glück kam über Nacht (The Lavender Hill Mob)
- 1952: His Excellency
- 1953: Titfield-Expreß (The Titfield Thunderbolt)
- 1954: Oller Kahn mit Größenwahn (The Maggie)
- 1954: Das geteilte Herz (The Divided Heart)
- 1969: Cry Wolf